# Lisa Kristine
Lisa Kristine (San Francisco, Kalifornia, 1965. szeptember 2. –) amerikai humanitárius fotós. 

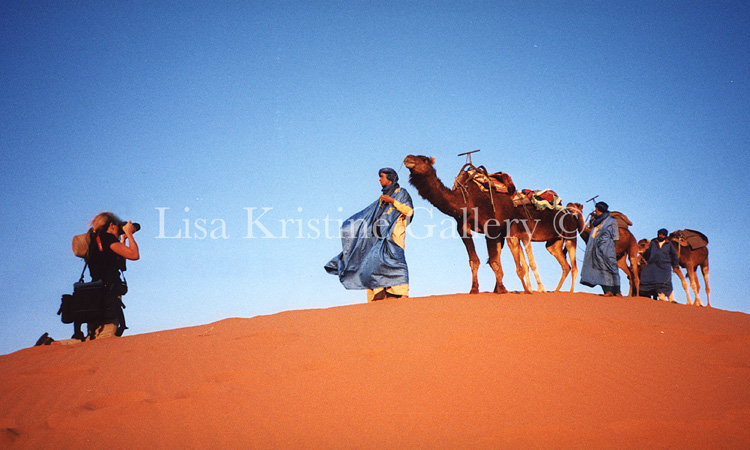
Lisa Kristine a Szaharában fotózik, 2000

A 11 éves kora óta fotózó Kristine elmúlt 30 évben 6 kontinens, több mint 100 közösségéről készített felvételeket. Fő témája a kultúráktól függetlenül jelenlévő univerzális emberi méltóság.
Olyan fontos társadalmi problémákra hívja fel a figyelmet, mint a modern kori rabszolgaság. Bár a rabszolgatartás a világon mindenütt illegális, a becslések szerint 46 millió ember, köztük gyerekek élnek rabszolgaként világszerte.
A fotósnak 2009-ben részt vett a vancouveri béke csúcstalálkozón, ahol megismerte a Free the Slaves mozgalmat. A nemzetközi mozgalom aktivistáinak segítségével bejárta a világot, és dokumentálta a modern kori rabszolgaság színtereit: bányákat Kongóban, téglagyárakat és bordélyházakat Nepálban, selyemipart Uttar Pradeshben, halászatot, arany- és kőbányászatot Ghanában.

## Kiállításai
- ENSLAVED – A modern rabszolgaság története, KOGART Ház, Budapest (2017. február. 20. – 2017. május. 26.)[6]